# Vincenzo Mirone
Vincenzo Mirone (...) è un medico italiano, specializzato in urologia, chirurgia generale e andrologia.
Professore di Urologia presso l'Università "Pegaso" di Napoli e Responsabile delle Urologie del Gruppo Neuromed,è Responsabile dell'Ufficio Risorse e Comunicazione della Società Italiana di Urologia.
Inoltre, il Prof. Mirone è Fondatore e Presidente della Fondazione PRO, che si occupa della prevenzione e della ricerca in campo oncologico.
La sua attività chirurgica si concentra sulle patologie oncologiche (in particolare il tumore alla prostata ed il tumore della vescica) e sulla chirurgia andrologica, per cui si è specializzato nella chirurgia nerve-sparing del tumore alla prostata e nella chirurgia radicale del tumore alla vescica con derivazione urinaria ortotopica, nonché nell'implantologia protesica peniena e nella chirurgia del transessualismo. Vincenzo Mirone ha esperienza nella ricerca di base sulle disfunzioni sessuali maschili e femminili ed in particolare viene ricordata la sua collaborazione con il Premio Nobel per la medicina Luis Ignarro.
È autore di oltre 100 pubblicazioni scientifiche internazionali.